# Inici de la campanya dels Set Anys
La campanya dels Set Anys de Tamerlà es va iniciar el 8 de setembre de 1399, només quatre mesos després de tornar de l'Índia.
Timur va deixar Samarcanda al capdavant del seu exèrcit. Muhammad Sultan, el seu successor designat, el nom del qual ja era llegit a les oracions del divendres i inscrit en la moneda imperial, havia estat cridat a Mawara al-Nahr per tenir cura del regne en absència de l'emperador. Fill de Jahangir i Khan Zade, aquest net era el favorit de Timur. Amb pràcticament un estiu en què havien pogut descansar i recuperar-se, les tropes eren ara cridades per una campanya anomenada de set anys, cap a l'oest. Timur encara no estava preparat per pressionar a l'est. Les seves fronteres del sud s'havien assegurat amb la victòria a l'Índia. Al nord, la derrota de Toktamix havia sembrat dissensió interna a les terres de l'Horda d'Or i va aixafar la seva capacitat per desafiar-lo.
Però no havia acabat la feina a l'oest: el 1393, quan Temur es va apoderar de Bagdad, el sultà Ahmad ibn Uways havia fugit al Caire, on es va refugiar a la cort de Barquq, sultà d'Egipte i Síria. En aquell moment, Timur havia enviat una ambaixada proposant relacions amistoses entre els dos estats, però Barquq havia empresonat i assassinat els enviats txagatais, el líder dels quals estava relacionat amb Timur per matrimoni. El sultà mameluc va donar suport a Ahmad per reprendre Bagdad, una aliança que després va cimentar casant-se amb una de les filles del jalayírida. Timur havia estat proper a enfrontar-se en batalla a Barquq durant la campanya a l'Iraq el 1394, però, amb les seves tropes esgotades, havia decidit esperar fins a un dia més favorable. Ara arribava la notícia que Barquq havia mort, deixant el seu fill de deu anys Fàraj a mercè de diverses faccions poderoses a la cort.
Va ser un moment que Timur devia considerar oportú per venjar l'assassinat dels seus ambaixadors i, més important, per ampliar les fronteres occidentals cap a la Mediterrània.

## Referència
- Tamerlane, Sword of Islam, Conqueror of the World, per Justin Marozzi